# Funcionario público (España)
Un funcionario público es, en España, aquella persona que desempeña un trabajo por cuenta ajena al servicio de la Administración pública de España, a cambio de una retribución, y vinculada por una relación estatutaria (leyes y reglamentos) regida por el derecho administrativo. Forma parte del conjunto de empleados públicos que prestan sus servicios a la Administración Pública. 
La regulación del empleado público tiene su base en la Real Decreto Legislativo 5/2015, de 30 de octubre, por el que se aprueba el texto refundido de la Ley del Estatuto Básico del Empleado Público (TRLEBEP) y además del funcionario público o de carrera (del que trata este artículo), comprende al personal laboral, funcionarios interinos, personal directivo y personal eventual. Como se establece en la citada norma existen dos clases de funcionarios, de carrera e interino. El funcionario de carrera se distingue del funcionario interino por el carácter provisional de este frente a la estabilidad de aquel.

## Acceso
El acceso a la condición de funcionario de carrera se produce por nombramiento en función de criterios objetivos basados en el mérito y la capacidad, garantizados mediante la superación de un proceso selectivo. Tal configuración entronca con el principio de igualdad en el acceso a la Función Pública recogido en la Constitución del 78. Añade el art. 55 del EBEP la publicidad de las convocatorias y de sus bases, transparencia, imparcialidad, adecuación entre el contenido de los procesos selectivos y de las tareas a desempeñar, agilidad.
Todos los años las Administraciones Públicas, hacen una previsión de sus necesidades de personal con asignación presupuestaria, que tiene su reflejo en la Oferta de Empleo Público, (art. 70 EBEP).
Podrá presentarse a las pruebas de selección, consistentes normalmente en una oposición o concurso-oposición, toda aquella persona que cumpla los requisitos de nacionalidad, capacidad funcional, edad, ausencia de separación o inhabilitación, titulación, conocimiento de lenguas cooficiales, etc.
El art. 56 EBEP hace también referencia a los nacionales de otro Estado, que podrán acceder, como personal funcionario, siempre que no hayan sido inhabilitados o sancionados disciplinariamente en su Estado de origen. Además para tomar parte en las pruebas de acceso, las convocatorias y las bases de las plazas ofertadas, se publican en los diferentes Boletines Oficiales (de la provincia, de la C.A. y del Estado), iniciándose el plazo de 20 días para abono de las tasas establecidas y presentación de solicitudes de participación. En las convocatorias se reservará un 7% de plazas para personas con discapacidad.
Los sistemas de selección son: oposición (realización de pruebas exigidas en la convocatoria), concurso-oposición (consta de una fase de oposición y otra fase de concurso. Han de superarse ambas fases, no se puede compensar la puntuación de la fase de concurso a la fase de oposición), o concurso (se calificarán los méritos aducidos y acreditados por los aspirantes).
La prueba podrá tener otros componentes selectivos que valoren destrezas distintas al mero conocimiento, aunque según la doctrina del Tribunal Constitucional, la valoración de los conocimientos habrá de constituir un porcentaje mayor que el resto de valoraciones, bien procedan éstas de pruebas psicotécnicas, bien de simples entrevistas. Existen pruebas de carácter físico para Cuerpos Especiales, consistentes en la realización de ejercicios físicos, determinados en la orden de convocatoria, es el caso de las Fuerzas y Cuerpos de Seguridad del Estado, así mismo estos Cuerpos han de superar cursos en sus respectivos centros de formación. En todo caso, sea cual fuere la valoración, deberá atenerse al mérito y la capacidad del candidato.
Las pruebas selectivas serán evaluadas por órganos de selección, en cuya composición debe atenderse a la capacitación técnica de los miembros. El difícil control judicial que puede existir sobre la discrecionalidad de los órganos de selección hace necesario asegurar su imparcialidad. Por ello, los miembros de tales órganos lo serán a título individual (no por representación o por cuenta ajena) y deberán ser funcionarios de carrera que no ocupen puestos de designación política.
Los órganos de selección podrán ser de dos tipos: Tribunales nombrados expresamente para la convocatoria concreta y compuestos por un mínimo de cinco miembros, o en todo caso, número impar; y comisiones permanentes, que realizan las pruebas selectivas a un gran número de aspirantes y cuyos miembros son designados libremente por orden ministerial.

## Oferta de empleo público (OEP)
Las necesidades de recursos humanos, con asignación presupuestaria, que deban proveerse mediante la incorporación de personal de nuevo ingreso serán objeto de la Oferta de empleo público como instrumento de gestión de la provisión de las necesidades de personal, lo que comportará la obligación de convocar los correspondientes procesos selectivos para las plazas comprometidas y hasta un diez por cien adicional, fijando el plazo máximo para la convocatoria de los mismos. En todo caso, la ejecución de la oferta de empleo público deberá desarrollarse dentro del plazo improrrogable de tres años.
Incluye tanto el ingreso de nuevo personal, como la promoción interna.
La Oferta de empleo público se aprobará anualmente por los órganos de Gobierno de los poderes públicos, deberá ser publicada en el Diario oficial correspondiente. Previamente, debe negociarse con los representantes sindicales en todo lo referente a su preparación y diseño, así como en lo que respecta a sus criterios generales.
Estas plazas libres para convertirse en funcionarios, no tienen un número fijo, sino que cada año varía en función de las necesidades de los propios organismos. La Oferta de empleo público realizada el 29 de marzo de 2019, es la mayor en 10 años, ofertando un total de 33.793 plazas libres de funcionario, debido al progresivo envejecimiento de las plantillas.

## Clasificación
El artículo 75 EBEP contempla la tradicional agrupación del funcionariado en cuerpos y escalas. También se permite la integración funcionarial en especialidades u otros sistemas que incorporen competencias, capacidades y conocimientos comunes acreditados a través de un proceso selectivo.

### Grupos
El funcionariado de carrera, acorde al artículo 76 EBEP, habrá de clasificarse en grupos y subgrupos en atención a la titulación que requiera el acceso a unos y otros. El precepto tiene un carácter básico aplicable a todos los funcionarios de las distintas administraciones, no exclusivamente al funcionario de la Administración General. Así pues, los requisitos de los grupos y subgrupos vendrían a ser los siguientes:
- Grupo A: Para el acceso a los cuerpos o escalas de este Grupo se exigirá estar en posesión del título universitario de Grado. En aquellos supuestos en los que la ley exija otro título universitario será este el que se tenga en cuenta.[4]
- Grupo B: Para el acceso a los cuerpos o escalas del Grupo B se exigirá estar en posesión del título de Técnico Superior.
- Grupo C: Para el acceso a los cuerpos o escalas del Grupo C se exigirá estar en posesión de los siguientes títulos
  - Subgrupo C1: título de bachiller o técnico.
  - Subgrupo C2: título de graduado en educación secundaria obligatoria.

- También se establece en el EBEP (D.A.6ª) otros grupos de clasificación de funcionarios públicos distintos a los anteriormente enunciados (A, B y C), denominados "Otras agrupaciones profesionales", para cuyo acceso no se exige estar en posesión de ninguna de las titulaciones previstas en el sistema educativo.

Esta clasificación se superpone transitoriamente con la vigente con anterioridad al EBEP, por lo que según la disposición transitoria tercera del EBEP, para el acceso a la función pública seguirán siendo válidos los títulos universitarios oficiales vigentes a la entrada en vigor del EBEP.

### Cuerpos
En cada grupo pueden existir Cuerpos, en razón de titulación exigida para el ingreso y a las características comunes de las funciones que tengan asignadas. Asimismo, en cada Cuerpo podrán existir Escalas en función del carácter específico de las funciones que les determinen dentro de las que correspondan al Cuerpo al que pertenecen.
Los Cuerpos pueden, a su vez, clasificarse en Generales (los que realizan funciones comunes en el ejercicio de la actividad administrativa) o Especiales (los que desempeñan un oficio o profesión en concreto).

## Gestión
La gestión de recursos humanos en la Administración Pública difiere de la que se utiliza en el ámbito empresarial por la necesidad de prevenir el clientelismo y el requisito de igualdad, mérito y capacidad para acceder a la función pública que la Constitución exige. El carácter inamovible del funcionario, así como las estrictas causas regladas para su separación, impide importar la estrategia organizativa del mundo privado.

### Órganos de gestión
Los órganos encargados de gestionar y gobernar a los distintos funcionarios de carrera suelen tener por titular a un cargo designado por criterios de confianza y oportunidad política. Ello se justifica por la necesaria dirección política de los cargos electos, así como por el trato tuitivo que el Derecho Administrativo da al funcionario.
Cada uno de los tres niveles administrativos (local, autonómico y general) posee sus propios órganos de dirección y gestión del sistema del empleo público. A ellos hay que añadir otra categoría de órganos dedicados a la coordinación y cooperación entre las distintas administraciones.
Para acabar, existe un conjunto de instrumentos jurídicos dedicados a la correcta ordenación de la gestión de los recursos humanos. Cabe destacar los Registros de Personal, las relaciones de puestos de trabajo o la importantísima planificación que plantea el artículo 69.2 EBEP, que dispone la elaboración de previsiones sobre la organización, el análisis sobre disponibilidad y necesidad de personal, las medidas de movilidad, promoción interna y formación, y la previsión de incorporaciones procedentes de la oferta de empleo público.

## Derechos
Los derechos de los funcionarios de carrera pueden dividirse en dos grandes categorías generales, que son los derechos individuales y los mal llamados derechos colectivos, de los que en propiedad habría que hablar como derechos de ejercicio colectivo.

### Derechos individuales
Dentro de los primeros, los derechos individuales, el funcionario no solo goza de derechos laborales semejantes a los de cualquier trabajador por cuenta ajena (aun con particularidades), sino que también posee un conjunto de derechos funcionales como consecuencia de su especial situación dentro de la burocracia administrativa pública. De los derechos funcionales cabe destacar:
- Derecho a la inamovilidad de la condición de funcionario de carrera, que exige una justificación objetiva para una eventual destitución.
- Derecho a desempeñar las funciones propias de la condición profesional ostentada, debiendo ser asignadas tareas coherentes con la posición y preparación del funcionario.
- Derecho a la promoción interna acorde al mérito y la capacidad.
- Derecho a ser informado de las tareas a realizar.
- Derecho a colaborar en la consecución de los objetivos de su unidad administrativa.
- Derecho a la defensa jurídica de la Administración en los procedimientos surgidos como consecuencia del ejercicio legítimo de sus funciones.

En lo referente a los derechos laborales antes mencionados, el EBEP contiene una regulación más minuciosa que la legislación ordinaria en asuntos como el derecho a la orientación sexual, propia imagen y dignidad en el trabajo (relacionado con el acoso laboral, específicamente contemplado en la parte sancionatoria). Las Leyes Orgánicas 1/1982 y 15/1999 protegen de forma general el derecho a la intimidad y la protección de datos de carácter personal, que supone un análisis de la proporcionalidad de las medidas adoptadas para la protección de otros bienes, como pueda ser la prevención de riesgos laborales o la seguridad de las instalaciones de la administración. Por otro lado, el artículo 14.m EBEP recoge el derecho a las vacaciones, descansos, permisos y licencias de los funcionarios públicos. Tales derechos se desarrollan en los artículos 47 a 51.
Por su parte, los artículos 21 a 30 regulan la retribución y derechos económicos de los funcionarios públicos. Vinculan de manera inobjetable la retribución funcionarial y los Presupuestos Generales del Estado del año correspondiente, y clasifica tales retribuciones en básicas y complementarias. Las retribuciones básicas incluyen un sueldo asignado homogéneamente a cada grupo o subgrupo, los trienios (cantidad aumentada por cada tres años de servicio) acorde también al grupo o subgrupo correspondiente, y las pagas extraordinarias, cantidades entregadas dos veces al año (junio y diciembre) y correspondientes a la retribución mensual del funcionario, no incluyendo las gratificaciones y los complementos asociados a la productividad.

### Derechos de ejercicio colectivo
Los derechos de ejercicio colectivo son un conjunto de derechos sindicales que tratan de conseguir que los trabajadores puedan intervenir en la organización de los medios productivos correspondientes al empleador, en busca de una mejora en las condiciones laborales. En la empresa privada, existe un equilibrio entre las peticiones sindicales y la resistencia empresarial, pues por norma general, los beneficios empresariales descienden acorde se satisfacen las demandas de los trabajadores.
No obstante, en las administraciones públicas, ese equilibrio puede dar resultados más imperfectos, habida cuenta de que la dirección del empleador público no contiene el valor de propiedad existente en la empresa privada. Ello puede provocar un exceso en las concesiones con el fin de evitar un conflicto social, que en la práctica ha provocado algunas situaciones en las que la eficacia y calidad del servicio público se han visto perjudicadas. Por esta razón, el derecho de negociación colectiva tiene una regulación exhaustiva en el EBEP, y sus normas no solo han de entenderse como tuitivas del trabajador, sino también como garantía de una buena Administración Pública.
Entre estos derechos hay que destacar la libertad sindical, el derecho de manifestación, el derecho de huelga o el ya mencionado derecho de negociación colectiva. Todos ellos tienen ciertas particularidades por el carácter público de su función, de manera que el derecho de sindicación no es posible para los jueces, magistrados, fiscales y miembros de las Fuerzas Armadas (incluyendo a la Guardia Civil). En algunos casos se permite la constitución de asociaciones profesionales, con una actividad muy limitada. En otros, se permite la creación de sindicatos, pero con carácter nacional y exclusivo. Es el caso del Cuerpo Nacional de Policía, cuyos sindicatos solo pueden estar compuestos por agentes del cuerpo, y no pueden federarse o confederarse con otras organizaciones que no tengan el mismo requisito de exclusividad.

## Extinción
La pérdida de la condición funcionarial supone la extinción de la relación de servicio con la Administración. Las causas de extinción están contempladas en el artículo 63 EBEP, donde se menciona la renuncia voluntaria del funcionario, la pérdida de la nacionalidad (acorde al correspondiente requisito de nacionalidad para el acceso), la jubilación total, la sanción disciplinaria de separación del servicio (perpetua) y la pena de inhabilitación para cargo público (regulada en el Código Penal). A ellas habría que añadir el fallecimiento del funcionario, causa obvia de extinción de la relación funcionarial.
De todas esas causas, la más habitual es la relativa a la jubilación del funcionario. El artículo 67.3 EBEP marca la edad de jubilación forzosa en los sesenta y cinco años, con la posibilidad de que el funcionario solicite la prolongación de su permanencia en el servicio activo, pudiendo permanecer hasta los setenta años sin jubilarse. Por otro lado, la jubilación forzosa también puede darse en casos de incapacidad permanente del funcionario para el desempeño de las funciones de su cuerpo o escala; o por una incapacidad total o absoluta, supuestos todos ellos regulados en el artículo 67.1 EBEP. Junto con las jubilaciones forzosas, existen las jubilaciones voluntarias, en las que el funcionario puede pedir la retirada del servicio activo para incorporarse a las clases pasivas. Los principales requisitos que han de reunir para acogerse a una jubilación voluntaria incluyen el haber alcanzado la edad de sesenta años, así como treinta de servicio.

## Situaciones administrativas
La situación más frecuente en la que se encuentra un funcionario es en el llamado servicio activo, desempeñando su tarea correspondiente. Tal situación puede alterarse bajo determinados supuestos, sin que llegue a extinguirse la condición de funcionario de carrera del sujeto en cuestión.
En primer lugar, se puede hablar de un conjunto de servicios especiales que interrumpen el servicio activo del funcionario. Cabe destacar los que se prestan con la asunción de cargos electivos o de designación política; los servicios en organismos internacionales o administraciones extranjeras; la adscripción al Tribunal Constitucional, Defensor del Pueblo y Tribunal de Cuentas; y el nombramiento como personal eventual en algún cargo de confianza o de asesoramiento político.
También puede suceder que se produzca una transferencia forzosa o voluntaria del funcionario entre administraciones. En tal caso, el funcionario permanecerá adscrito en la administración de origen, aunque pasará a estar bajo la dirección de la administración de destino, de la cual percibirá las retribuciones correspondientes. Se permite el reingreso a la administración de origen, pero no existe una reserva del puesto, sino que tendrá que acceder por el sistema de provisión de puestos concreto.
Al igual que en el Derecho laboral, el Derecho administrativo contempla la figura de la excedencia para el funcionario. La situación de excedencia supone que el funcionario deja de realizar su trabajo durante un determinado periodo de tiempo, no perdiendo la condición de funcionario. Entre los supuestos que pueden plantearse, cabe destacar la excedencia voluntaria por interés particular, por agrupación familiar, por cuidado de familiares y por violencia de género. También existe otro conjunto de excedencias de naturaleza bien distinta, como es la excedencia voluntaria por prestación de servicios en el sector público, la excedencia voluntaria incentivada y la excedencia forzosa
Finalmente existe la suspensión, una situación administrativa en la que el funcionario contra el que se ha abierto un procedimiento sancionador queda apartado temporalmente de la función pública, así como de los derechos derivados de su condición funcionarial, incluidos los económicos.

## Datos estadísticos
El volumen de personas asalariadas que trabajan en la Administración Pública, en España, difiere según los datos consultados. Las dos principales fuentes son la Encuesta de Población Activa, según la cual el número de empleados públicos en España asciende a 3 506 200 personas en el tercer trimestre de 2022, lo que representa el 17% de los asalariados españoles, la otra fuente es el Registro Central de Personal, elaborado actualmente por el Ministerio de la Presidencia, según el cual existían a enero de 2022, 2.717.570 empleados públicos. A continuación se detalla la evolución del número de personas que trabajan para la Administración Pública, repartido por subsectores de las Administraciones. Este es un concepto más amplio que el de funcionario, por cuanto recoge también el personal que trabaja para las distintas Administraciones, con contrato laboral y también los trabajadores de las empresas públicas:
| Tipo de Administración                   | 2012      | 2011      | 2010      | 2009      | 2008      | 2007      | 2006      | 2005      |
| ---------------------------------------- | --------- | --------- | --------- | --------- | --------- | --------- | --------- | --------- |
| Total                                    | 2.917.200 | 3.136.100 | 3.168.500 | 3.065.700 | 3.029.500 | 2.913.300 | 2.908.000 | 2.868.000 |
| Central                                  | 517.200   | 533.100   | 560.900   | 509.100   | 531.600   | 517.400   | 474.600   | 482.100   |
| Seguridad Social                         | 38.000    | 38.600    | 40.400    | 35.500    | 44.600    | 46.300    | 304.000   | 376.100   |
| Comunidad autónoma                       | 1.621.500 | 1.769.500 | 1.750.900 | 1.693.100 | 1.639.900 | 1.551.600 | 1.296.300 | 1.211.200 |
| Local                                    | 572.700   | 623.500   | 576.300   | 664.000   | 650.400   | 628.600   | 629.300   | 608.100   |
| Empresa e Institución Pública            | 155.200   | 157.100   | 152.100   | 151.800   | 147.300   | 156.700   | 171.200   | 162.600   |
| Otro tipo                                | 7.300     | 10.700    | 5.700     | 9.500     | 8.300     | 6.500     | 15.300    | 14.100    |
| No sabe                                  | -         | 2.000     | 1. 400    | 2.700     | 7.300     | 6.200     | 17.400    | 13.800    |
| Fuente:INE, Encuesta de Población Activa |           |           |           |           |           |           |           |           |

| Universidades | 161.826   | 158.840   | 156.042   | 154.881   | 100.784   | 100.672   | 99.530    | 97.849    | 96.256    |
| Diputaciones y cabildos                                                                                            | 64.394    | 64.125    | 64.322    | 70.964    | 74.265    | 77.036    | 80.063    | 82.367    | 80.425    |
| Ayuntamientos | 515.286   | 506.694   | 511.083   | 526.248   | 573.223   | 580.869   | 549.442   | 540.847   | 521.576   |
| Administración comunidades autónomas                                                                               | 1.457.546 | 1.357.761 | 1.339.111 | 1.351.883 | 1.342.285 | 1.348.492 | 1.332.844 | 1.300.232 | 1.260.575 |
| Entidades públicas empresariales                                                                                   | 21.334    | 21.753    | 31.383    | 47.398    | 56.691    | 56.866    | 56.229    | 55.516    | 55.875    |
| Administración de Justicia                                                                                         | 24.806    | 25.052    | 24.299    | 24.667    | 24.098    | 23.968    | 23.232    | 25.795    | 24.943    |
| Fuerzas Armadas | 118.675   | 117.032   | 117.352   | 126.924   | 129.723   | 132.486   | 124.350   | 122.183   | 120.756   |
| Fuerzas y cuerpos de Seguridad del Estado                                                                          | 141.685   | 139.227   | 137.220   | 148.187   | 143.994   | 137.087   | 132.359   | 123.236   | 119.031   |
| Administración General del Estado                                                                                  | 205.507   | 207.228   | 197.576   | 234.685   | 238.307   | 241.862   | 238.851   | 234.821   | 232.601   |
| TOTAL | 2.711.059 | 2.597.712 | 2.578.388 | 2.685.837 | 2.683.370 | 2.699.010 | 2.636.900 | 2.582.846 | 2.512.038 |
| Fuente:Ministerio de la Presidencia, Boletín estadístico del personal al servicio de las Administraciones Públicas |           |           |           |           |           |           |           |           |           |

| Universidades | 94.008    | 92.547    | 92.532    | 92.302    | 89.360    | 87.478    |
| Diputaciones y cabildos                                                                                            | 78.814    | 78.106    | 76.584    | 67.420    | 69.783    | 71.041    |
| Ayuntamientos | 493.505   | 485.286   | 482.201   | 485.072   | 477.945   | 466.457   |
| Administración comunidades autónomas                                                                               | 1.223.129 | 1.190.607 | 1.159.951 | 1.139.927 | 1.101.999 | 932.716   |
| Entidades públicas empresariales                                                                                   | 56.101    | 55.468    | 56.036    | 56.175    | 57.062    | 57.596    |
| Administración de Justicia                                                                                         | 24.284    | 22.569    | 22.475    | 22.114    | 29.114    | 26.507    |
| Fuerzas Armadas | 117.316   | 115.425   | 115.942   | 118.151   | 121.004   | 117.276   |
| Fuerzas y cuerpos de Seguridad del Estado                                                                          | 115.575   | 113.411   | 112.103   | 111.863   | 115.006   | 120.776   |
| Administración General del Estado                                                                                  | 233.440   | 233.995   | 235.256   | 236.643   | 241.803   | 434.538   |
| TOTAL | 2.436.172 | 2.387.414 | 2.353.080 | 2.329.667 | 2.303.076 | 2.314.385 |
| Fuente:Ministerio de la Presidencia, Boletín estadístico del personal al servicio de las Administraciones Públicas |           |           |           |           |           |           |